# ネイティヴダイヴァー
ネイティヴダイヴァー （Native Diver　1959年4月16日 - 1967年9月13日）は、アメリカ合衆国で生産・調教された競走馬。

## 概要
2歳から8歳まで81戦を走って37勝（うちステークスが34勝）。1戦を除いて全てカリフォルニア州で走り、ハリウッドゴールドカップ3連覇などの成績を残した。当時の西海岸でカリスマ的な人気を誇り、ザ・ダイバーの愛称で親しまれ、同時期のケルソとともに、セン馬の名馬として知られている。アメリカ殿堂馬であり、20世紀のアメリカ名馬100選では第60位に選ばれている。
主戦騎手は前半生はラルフ・ネベス。デビューから27戦目までのうち24戦の手綱を取った。後半生の主戦騎手はジェリー・ランバート。28戦目からの54戦のうち43戦の手綱を取り、ハリウッド金杯3連覇は全てジェリーの手による。
馬名は祖父ポリネシアンの代表産駒ネイティブダンサーと母父デヴィルダイヴァーの二頭のアメリカ殿堂馬からである。

## 経歴

### 誕生からデビューまで
ネイティヴダイヴァーの母フリートダイヴァーは現役時代は2勝馬でこれと言った成績は残していないがその2勝のうちの1勝がアメリカ殿堂騎手ジョニー・ロングデンの4000勝目だったという逸話を持つ。引退後に3500ドルでシャピロ夫妻というオーナーブリーダーに購入されて1959年にネイティヴダイヴァーを産み落とした。ネイティヴダイヴァーは1歳時に背中を負傷しており、それをかばうために首を高くして走るようになっていた。
1歳時に育成のためにサウザントオークスにあるコーンジョ牧場に送られたが、ネイティヴダイヴァーの気性は極めて荒く、牧場の人間を悲惨な目に合わせた。牧場を管理する獣医のジャック・ロビンスはネイティヴダイヴァーをセン馬にしたが、気性はわずかに改善しただけだった。

### 2歳（1961年）
バスター・ミレリックの調教を受けて、1961年9月、ベイメドウズ競馬場の未勝利戦（ダート6ハロン）でラルフ・ネベスを乗せてデビュー。7 1/2馬身を付けての圧勝。このレースぶりを見たミレリックは「この馬は偉大なチャンピオンになる」と言ったという。更に2戦目、11月の一般戦（ダート6ハロン）を10馬身で勝利。初のステークス競走となる同月のエルカミーノH（ダート6ハロン）ではハギンステークスに勝ってきたインディアンブラッドが相手になったが、これも全く問題にせず不良馬場の中で2着トゥラレアに6 1/4馬身差と圧勝（インディアンブラッドは3着）。このような圧勝を繰り返したことで注目を浴びるようになる。
しかし12月の4戦目サンブルーノHでは122ポンドを背負い、2ポンドのハンデを与えたインディアンブラッドから逆に6 1/4馬身離されての3着。更に同月のカリフォルニアブリーダーズチャンピオンステークスでインディアンブラッドとの再戦になったが伏兵ナジンが勝利。インディアンブラッドが3着、ネイティヴダイヴァーは大きく離されての4着となった。2歳時は5戦3勝で終わった。

### 3歳（1962年）
復帰は5月のデボネアS（ダート6ハロン）までずれ込んだが112ポンドと斤量にも恵まれて2着にハナ差で勝利。しかし同月末のウィルロジャーズステークスでは6着に完敗。6月の一般戦には勝利したものの7月から8月まで1ヶ月と少しの間に4回走らせるという無茶なローテーションも響いて5着・3着・4着・5着と不安定な成績が続く。
さすがに走らせすぎたと思ったのか三ヶ月の休みをとって11月のヒルズデールHから復帰。ここでコースレコードの1.08.4で圧勝。年末のマリブSまでステークス4連勝といよいよ本格化したかに思えた。
3歳時は11戦6勝の成績。

### 4歳（1963年）
しかし陣営はマリブSの一週間後のサンカルロスハンデにネイティヴダイヴァーを出走させて3着・更に翌週のサンフェルナンドステークスにも出走。1961年の全米二歳チャンピオンのクリムゾンサタンの2着・更に1月末のサンパスカルハンデに出してオールデンタイムス（サンアントニオハンデなど）の2着と立て続けに出走させていずれも惜敗に終わる。ここで3ヶ月の休みを取って5月のハリウッドプレミエールHから復帰。この年6戦目のイングルウッドH（ダート8.5ハロン）でようやくこの年初勝利。次走アメリカンHで7着になった後、西海岸最大のレース・ハリウッド金杯に挑むも4着に終わる。
この頃までのネイティヴダイヴァーは有力馬の中の一頭にすぎずスターホースではなかった。この状況の転機となったのが8月のサンディエゴハンデキャップである。このレースで年上の馬たちを相手にして1 1/4馬身差をつけて快勝。更にこの勝ちタイム1分40秒 3/5は8.5ハロンではこの年全米最速・コースレコードに3/5秒遅いだけとその快速ぶりを見せつけた。これ以降はほとんどのレースで1番人気を背負うことになる。
その後二戦して一番人気を背負いながらも6着・7着と不安定なところは相変わらずであった。
ネヴェスの引退に伴い、10月のウェストレイクハンデでジェリー・ランバートが騎乗。コースレコードの1分41秒 3/5、12馬身差を付けてのぶっちぎりで優勝。ランバートはとりあえずこの1戦のみの騎乗で、主戦騎手となるのは1964年に入ってからである。
同月の乗り替わってタンフォランハンデでは6着に完敗したが、12月にウィリー・シューメーカーが乗って出走したサンフランシスコマイルハンデ・ゴールデンゲートハンデはいずれも快勝。特にゴールデンゲートハンデは初めて130ポンド（約59kg）を背負わされたがそれをものともせずに勝利している。
4歳時は15戦5勝であった。

### 5歳（1964年）
休む間もなく、去年と同じサンカルロスハンデにドナルド・ピアースを鞍上に出走。アドミラルズヴォヤージ（ダンジグの母父）の3着。2週間後のサンパスカルハンデにケネス・チャーチを乗せてオールデンタイムスの6着、更に二週間後のサンアントニオハンデにジョニー・ロングデンの騎乗でガンボウの6着と鞍上が定まらず、成績も上がらなかった。
ここで1ヶ月の休みを取って3月のアルベイニーハンデに出走。ここで再びジェリー・ランバートを鞍上に迎え、以降のほとんどのレースでジェリーが騎乗した。新コンビの初戦はダブルリー（ペニンシュラハンデ連覇など）の4着、2週間後の分割競走・サンフランシスコマイルハンデはマスタードプラスター（ベイメドウズハンデなど）の3着、更に2週間後のサクラメントハンデでもマスタードプラスター・ダブルリーに先着されての3着と中々勝てなかった。しかし2週間後のWGギルモアハンデでサンフランシスコマイルで2着だったアッパーハーフに首差で勝利。マスタードプラスターにも雪辱を果たしてこの年の初勝利を挙げた。この勝利で調子を上げて3週間後にイスマエル・ヴァレンズエラを乗せてオークランドハンデでも首差勝利。
6月のカリフォルニアンステークスには東海岸で無敵を誇っていたケルソがカリフォルニアに遠征してきており大いに注目を集めたが、111ポンドのマスタードプラスターが勝利。127ポンドを背負ったケルソは6着・115ポンドのネイティヴダイヴァーは8着に終わった。
2週間後のイングルウッドハンデに騎手をジェリーに戻して出走。マスタードプラスターに3/4馬身差をつけて同レースの連覇を達成。7月に入りアメリカンハンデでコロラドキングの5着の後、ハリウッド金杯に挑戦するがコロラドキング・マスタードプラスターの後の3着に終わった。
8月のサンディエゴハンデを連覇した後に3ヶ月の休養を取る。11月のレッドウッドシティハンデでテスタム（ヒルズデールハンデなど）に5馬身差勝利、12月のパロスヴェルデスハンデでヴァイキングスピリット（デルマーハンデなど）に2 1/2馬身差で勝利。3連勝を飾った。ちなみにパロスヴェルデスハンデが行われた12月26日にはネイティヴダイヴァーを見るために多くの人が集まり、サンタアニタパーク競馬場は70,023人の観客数新記録を達成した。
5歳時は15戦6勝の成績だった。

### 6歳（1965年）
パロスヴェルデスハンデから2週間後、サンカルロスハンデに三回目の出走。キャンディスポット（フロリダダービーなど）に3 1/2馬身差をつけて快勝。
ここで2か月の休養を挟んで3月のアルベイニーハンデに出走。129ポンドを背負わされるが圧倒的一番人気にこたえて二着ウォーヘルメット（ウィリアム・P・カインハンデ優勝）に頭差で勝利。続けて2週間後のサンフランシスコマイルハンデに出走するがヴァイキングスピリットの2着、更に5月のプレミエールハンデに出走するがここもヴァイキングスピリットから4馬身離されての3着に敗れる。しかしプレミエールハンデから10日後のロサンゼルスハンデではヴァイキングスピリットに首差で勝利。更に過去2年でいずれも完敗に終わっていたアメリカンハンデにも勝利。大一番のハリウッド金杯を迎える。
この年のハリウッド金杯の出走馬はヴァイキングスピリット以外にサンタアニタハンデ勝ちのヒルライズ・後のカナダ殿堂馬ジョージロイヤルなどが相手になったが、堂々の一番人気に選ばれる。その期待に応えて単騎逃げから2着の亜国産馬ヴァビントンに5馬身差をつけての圧勝。ハリウッド金杯3回目の挑戦で初の戴冠となった。更に前年と同じくサンディエゴハンデに出走。131ポンドを背負わされたものの2着ネアルコブルー（エルカミーノハンデキャップなど）に3 1/2身差をつけ、1分40秒のコースレコードで快勝。
名実ともに西海岸最強馬となったネイティヴダイヴァーは初めてカリフォルニアを出てシカゴ・アーリントンパーク競馬場のワシントンパークハンデに出走。1番人気を背負ったものの1着テイクオーヴァー（バックアイハンデ）から2 1/2馬身離されての6着に敗退。西海岸に戻って休養に入る。
年末のパロスヴェルハンデから復帰。アイスルオブグリース（ガバナーズゴールドカップ勝ち）に首差で勝利。
6歳時は10戦7勝の成績を収めた。

### 7歳（1966年）
年明け、4回目のサンカルロスハンデに出走。圧倒的な一番人気だったが、132ポンドの斤量が響いて1着のキューピッド（パウモノクハンデ勝ち）から9馬身離されての10着と大敗。続くサンパスカルハンデはキューピッドにアタマ差で勝利。2月のサンアントニオハンデではヒルライズに5馬身差を付けられての4着。
そして7歳にして初めて西海岸前期最大の競走・サンタアニタハンデキャップに出走。主な対戦相手はヒルライズ・キューピッドの他に前年のケンタッキーダービー勝ち馬ラッキーデボネア・前年のハリウッドダービー・マリブステークスなどに勝っているテリーズセクレト・この年のエクリプス賞最優秀古馬?馬を受賞するボールドビダーなど。レースは最初から逃げを打ったが4コーナーでキューピッドとラッキーデボネアにかわされ、ラッキーデボネアから2馬身差を付けられての3着に終わった。
ここで2か月の休みを取って5月のサンバーナーディノハンデから復帰。ここは快勝。2着は前年のこの競走の勝ち馬リアルグッドディール。ところが陣営はわずか二日後のプレミエールハンデにネイティヴダイヴァーを出走させる。130ポンドの斤量もこたえてスタートから全く行き足がつかず1着スレッジ（64年のこの競走の勝ち馬）から4馬身以上の差を付けられての7着に大敗。10日後のロサンゼルスハンデでもプレミエールハンデ5着馬ナシャルコに1 1/2馬身差の4着に敗退。更に2週間後のカリフォルニアンステークスでは1着トラベルオーブから15馬身差の最下位14着と大敗が続く。
それでも休まずに2週間後のイングルウッドハンデに出走。大敗続きにもかかわらず1番人気に支持されていたが、これに答えて2着スレッジに6馬身差をつけての圧勝劇を見せて復活。この競走3勝目を挙げた。更に2週間後のアメリカンハンデでは騎乗停止中のランバートに代わってウィリアム・マホーニーに乗り替わるがトラベルオーブの2着に敗れる。
そして連覇がかかったハリウッド金杯に出走。この年の対戦相手はトラベルオーブ・リアルグッドディールの他に、シネマハンデキャップの勝ち馬ドリンなどが相手になった。スタートから逃げを打ったネイティヴダイヴァーは道中でも差を広げていき、2着オハラに4 1/2馬身差をつけての圧勝。同競走史上初の連覇を達成した。
しかしたまった疲労は隠せず、次走のサンセットハンデでは勝ったオハラから19馬身付けられての6着に完敗。さらに故障が判明してこの年は全休となった。
7歳時は12戦4勝であった。

### 8歳（1967年）
年が明けて5回目の出走となるサンカルロスハンデから復帰。1番人気にこたえて4馬身差つけての快勝。このレースでは前年のパロスヴェルハンデの勝ち馬プリテンスが3着に入っているが、このプリテンスがこの年のネイティヴダイヴァーの最大のライバルとなる。
続くサンカルロスハンデ・サンアントニオハンデの2戦で立て続けにプリテンスと当たり、いずれも4馬身差以上付けられての3着に敗北。
そして2回目の挑戦となるサンタアニタハンデ。ここでは1番人気がプリテンス、2番人気がサンアントニオハンデの2着馬ドリン。鞍上をD・ピアースにしたネイティヴダイヴァーは3番人気に甘んじた。レースはネイティヴダイヴァーが果敢に逃げてプリテンスは2番手追走。最終コーナーで先頭をプリテンスに奪われ、ストレートでは差が開いていき、3馬身差の2着に敗れた。
3月になってから再びランバートを乗せてのアルベイニーハンデでは130ポンドを課されるがプリテンスが出ておらず勝利。ステークス勝利数を30の大台に乗せた。続くサンフランシスコマイルハンデではこれまでで最も重い133ポンドを背負わされるが、デルマーフューチュリティ・サクラメントハンデ勝ちのペリスにアタマ差で勝利。この勝利で獲得賞金額でスワップスを抜いて歴代11位にランクされる。
次走は少し間を開けて5月のプレミエールハンデ。131ポンドを背負わされてのレースは得意の逃げに持ち込めず、中段のまま勝ったフリートディスカバリーから3 3/4馬身離されての3着に敗れる。10日後のロザンゼルスハンデでは斤量が少し軽減されての128ポンドで2着シェバソンに1 1/2馬身差つけての勝利。
しかしピアースを乗せて走った6月のカリフォルニアンステークスではベイメドウズハンデ・サンガブリエルハンデ勝ちのビッグスから17馬身付けられての13着と大敗。更に4連覇を狙ったイングルウッドハンデ（分割競走）でもプリテンスから17馬身差の最下位7着に大敗。7月のアメリカンハンデでは2着に入ったものの1着プリテンスからは4馬身離されての完敗であった。
ここまでのプリテンスとの対戦成績は1勝5敗。負けたレースは全て3馬身差以上付けられての完敗であった。3連覇を目指すハリウッド金杯を迎えるが、1番人気は当然プリテンス。プリテンスの131ポンドに対して123ポンドと斤量的には恵まれたネイティヴダイヴァーは離れた2番人気。それ以外にビッグスや去年の2着馬オハラなどの5頭立てでレースは始まった。
逃げを打つネイティヴダイヴァー、2番手にプリテンス、3番手にオハラの形でレースは進む。道中は3馬身ほどの差をつけて進むが、4コーナーに差し掛かる所でプリテンスとオハラが迫ってきて3頭並んだ形で直線に入る。重い斤量を背負ったプリテンスがまず脱落。ネイティヴダイヴァーとオハラのたたき合いになるが、背中が軽いオハラがネイティヴダイヴァーを競り落とし1馬身差をつけてゴールに飛び込んだ。
ただしオハラはスタート直後に騎手を振り落としており、当然失格。ネイティヴダイヴァーが史上初のハリウッド金杯3連覇を達成した。
この勝利でネイティヴダイヴァーは獲得賞金を100万ドルに乗せ、カリフォルニア州産馬として初のミリオネアホースとなった。この偉業をたたえて、馬券を買った者もそうでない者も拍手を送り、実況の声が聞こえないほどであった。

### 死
その後9月のデルマーハンデに出走し、これに快勝。この時点では誰もこれが最後のレースになるとは思ってもみなかった。デルマーハンデ勝利から8日後、12日にベイメドウズ競馬場に入ったネイティヴダイヴァーはその日の夜に疝痛を発症し、カリフォルニア大学病院に運び込まれたが、翌13日早朝に死亡。死因はエンテロトキセミアによるもので 、あまりにもあっけない最期であった。その死はカリフォルニアのみならず全米で大きく報じられた。
翌14日に遺体は簡単なセレモニーと共にハリウッドパーク競馬場に葬られた。
死後、ミレリックはシンプルにこう述べた。「彼は今まで私が調教した中で最高の馬だ。」 

## 特徴と評価
ネイティヴダイヴァーの体高は16ハンドと標準的な大きさの馬だった。毛色は顔がT字状に白い所を除いてほぼ真黒で、ここから「The Black Horse」の愛称がついている。また1歳時に背中を負傷しており、それ以後は背中をかばうために首を高くして走る癖があった。死亡後に解剖したところ、心臓が11ポンドあり、普通の馬より3割重かった。
気性は極めて激しく、育成時代には牧場の人間の手を焼かせた。去勢されてもその気性はわずかにおとなしくなっただけであった。一方で厩舎では優しい馬だったという話もある。ただしこの気性が強烈な勝負根性に繋がっており、ミレリックはネイティヴダイヴァーを「足が折れたとしても走るだろう」と言っており、また常に全力疾走であったので鞭を使う必要が無かったとも言っている。
同時代にケルソやバックパサーといった馬がいたため表彰とは無縁であった。デイリーレーシングフォームでは最期の1967年に129ポイントを付けられ3位にランキングされている。
1978年にはアメリカ競馬殿堂入りを果たす。20世紀のアメリカ名馬100選では第60位にランクされた。

## 競走成績
| 出走日     | 競馬場             | 競走名                                  | 頭数 | 人気 | 着順 | 騎手             | 斤量（ポンド） | 距離  | 馬場状態 | タイム  | 着差     | 1着（2着）馬         | 出典                                |
| ---------- | ------------------ | --------------------------------------- | ---- | ---- | ---- | ---------------- | -------------- | ----- | -------- | ------- | -------- | -------------------- | ----------------------------------- |
| 1961. 9.27 | ベイメドウズ       | 未勝利                                  | -    | -    | 1着  | R.ネヴェス       | 118            | D6F   | 速       | 1.09.8  | 7 1/2身  | （El Peco）          | [ RACE 1 ] [ RACE 2 ]               |
| 11. 7      | タンフォラン       | 一般競走                                | 7頭  | 1人  | 1着  | R.ネヴェス       | 114            | D6F   | 速       | 1.10.0  | 10身     | （Nights Glory）     | [ RACE 3 ] [ RACE 4 ]               |
| 11.25      | タンフォラン       | エルカミーノH                           | 8頭  | 1人  | 1着  | M.ヴォルスク     | 120            | D6F   | 不良     | 1.10.4  | 6 1/4身  | （Turalea）          | [ RACE 5 ] [ RACE 6 ]               |
| 12.16      | タンフォラン       | サンブルーノH                           | 7頭  | 1人  | 3着  | R.ネヴェス       | 122            | D8.5F | 速       | -       | 6 1/4身  | Indian Blood         | [ RACE 7 ] [ RACE 8 ]               |
| 12.30      | サンタアニタ       | カリフォルニアブリーダーズチャンピオンS | 6頭  | 2人  | 4着  | R.ネヴェス       | 118            | D8.5F | 速       | -       | -        | Najin                | [ RACE 9 ]                          |
| 出走日     | 競馬場             | 競走名                                  | 頭数 | 人気 | 着順 | 騎手             | 斤量（ポンド） | 距離  | 馬場状態 | タイム  | 着差     | 1着（2着）馬         | 出典                                |
| 1962. 5.12 | ハリウッドパーク   | デボネアS                               | 12頭 | 1人  | 1着  | R.ネヴェス       | 112            | D6F   | 速       | 1.09.2  | ハナ     | （Prince of Plenty） | [ RACE 10 ]                         |
| 5.30       | ハリウッドパーク   | ウィルロジャーズS（分割）               | 8頭  | 6人  | 6着  | R.ネヴェス       | 120            | D8F   | 速       | -       | 14身     | Prince of Plenty     | [ RACE 11 ]                         |
| 6. 8       | ハリウッドパーク   | 一般競走                                | 12頭 | 1人  | 1着  | R.ネヴェス       | 120            | D7F   | 速       | 1.21.8  | 4 1/2身  | （Calgry Brook）     | [ RACE 12 ]                         |
| 7. 6       | ハリウッドパーク   | 一般競走                                | 7頭  | 1人  | 5着  | R.ネヴェス       | 115            | D6F   | 速       | -       | 3 1/4身  | Crazy Kid            | [ RACE 13 ]                         |
| 7.19       | ハリウッドパーク   | レイクス＆フラワーズH                   | 9頭  | 2人  | 3着  | R.ネヴェス       | 113            | D6F   | 速       | -       | 4 3/4身  | Wallet Lifter        | [ RACE 14 ]                         |
| 7.28       | デルマー           | オーシャンサイドH                       | 8頭  | 2人  | 4着  | R.ネヴェス       | 123            | D6F   | 速       | -       | 3 3/4身  | Doc Jocoy            | [ RACE 15 ]                         |
| 8.11       | デルマー           | ラホヤプレイハウスH                     | 7頭  | 3人  | 5着  | L.スプレイカー   | 114            | D5.5F | 速       | 7 1/2   | -        | Henrijan             | [ RACE 16 ]                         |
| 11. 3      | ベイメドウズ       | ヒルズデールH                           | 8頭  | 1人  | 1着  | R.ネヴェス       | 120            | D6F   | 速       | R1.08.4 | 5 1/2身  | （Bold Corporal）    | [ RACE 17 ] [ RACE 18 ]             |
| 11.10      | ベイメドウズ       | サリナスH                               | 7頭  | 1人  | 1着  | R.ネヴェス       | 119            | D6F   | 速       | 1.08.6  | 5身      | （Aeroflint）        | [ RACE 19 ]                         |
| 12. 8      | ベイメドウズ       | サンホセH                               | 8頭  | 1人  | 1着  | R.ネヴェス       | 122            | D8.5F | 速       | 1.42.0  | 2身      | （Raiko）            | [ RACE 20 ] [ RACE 21 ] [ RACE 22 ] |
| 12.29      | サンタアニタ       | マリブS                                 | 13頭 | 1人  | 1着  | R.ネヴェス       | 117            | D7F   | 速       | 1.21.6  | 6 1/4身  | （Grd Iron Hero）    | [ RACE 23 ]                         |
| 出走日     | 競馬場             | 競走名                                  | 頭数 | 人気 | 着順 | 騎手             | 斤量（ポンド） | 距離  | 馬場状態 | タイム  | 着差     | 1着（2着）馬         | 出典                                |
| 1963. 1. 5 | サンタアニタ       | サンカルロスH                           | 10頭 | 1人  | 3着  | R.ネヴェス       | 125            | D7F   | 速       | -       | 1 1/4身  | Crozier              | [ RACE 24 ]                         |
| 1.12       | サンタアニタ       | サンフェルナンドS                       | 14頭 | 1人  | 2着  | W.シューメーカー | 120            | D9F   | 速       | -       | クビ     | Crimson Satan        | [ RACE 25 ]                         |
| 1.29       | サンタアニタ       | サンパスカルH                           | 6頭  | 1人  | 2着  | R.ネヴェス       | 125            | D8.5F | 速       | -       | 2 3/4身  | Olden Times          | [ RACE 26 ]                         |
| 5. 9       | ハリウッドパーク   | ハリウッドプレミエールH                 | 8頭  | 1人  | 6着  | R.ネヴェス       | 125            | D6F   | 速       | -       | 6身      | Winonly              | [ RACE 27 ]                         |
| 6. 6       | ハリウッドパーク   | コロナドH                               | 7頭  | 2人  | 2着  | R.ネヴェス       | 124            | D6F   | 速       | -       | 3 3/4身  | Windy Sea            | [ RACE 28 ]                         |
| 6.15       | ハリウッドパーク   | イングルウッドH                         | 8頭  | 2人  | 1着  | R.ネヴェス       | 121            | D8.5F | 速       | 1.42.2  | 4 1/4身  | （Pirate Cove）      | [ RACE 29 ]                         |
| 7. 4       | ハリウッドパーク   | アメリカンH                             | 12頭 | 1人  | 7着  | R.ネヴェス       | 122            | D9F   | 速       | -       | 5 1/4身  | Dr.Kacy              | [ RACE 30 ]                         |
| 7.13       | ハリウッドパーク   | ハリウッド金杯                          | 10頭 | 4人  | 4着  | R.ネヴェス       | 121            | D10F  | 速       | -       | 5 1/4身  | Cadiz                | [ RACE 31 ]                         |
| 8. 3       | デルマー           | サンディエゴH                           | 8頭  | 1人  | 1着  | R.ネヴェス       | 123            | D8.5F | 速       | 1.40.6  | 1 1/2身  | （Rob Roy III）      | [ RACE 32 ]                         |
| 8.17       | デルマー           | ビングクロスビーH                       | 6頭  | 1人  | 6着  | R.ネヴェス       | 125            | D6F   | 速       | -       | 7 3/4身  | Sledge               | [ RACE 33 ]                         |
| 9. 2       | デルマー           | デルマーH                               | 11頭 | 1人  | 7着  | R.ネヴェス       | 124            | D9F   | 速       | -       | 7身      | Mr.Consistency       | [ RACE 34 ]                         |
| 10. 5      | タンフォラン       | ウェストレイクH                         | 7頭  | -    | 1着  | J・ランバート    | 123            | D8.5F | 速       | R1.41.6 | 12身     | （Four-and-Twenty）  | [ RACE 35 ]                         |
| 10.26      | タンフォラン       | タンフォランH                           | 9頭  | 1人  | 6着  | -                | 126            | D8.5F | 速       | -       | 5 1/2身  | Milla's Turk         | [ RACE 36 ] [ RACE 37 ]             |
| 12. 7      | ゴールデンゲート   | サンフランシスコマイルH                 | 8頭  | 1人  | 1着  | W.シューメーカー | 125            | D8F   | 速       | 1.35.2  | 4 1/2身  | （More Megaton）     | [ RACE 38 ]                         |
| 12.21      | ゴールデンゲート   | ゴールデンゲートH                       | 6頭  | 1人  | 1着  | W.シューメーカー | 130            | D8.5F | 重       | 1.44.8  | 1 3/4身  | （Friendly Fried）   | [ RACE 39 ] [ RACE 40 ]             |
| 出走日     | 競馬場             | 競走名                                  | 頭数 | 人気 | 着順 | 騎手             | 斤量（ポンド） | 距離  | 馬場状態 | タイム  | 着差     | 1着（2着）馬         | 出典                                |
| 1964. 1. 4 | サンタアニタ       | サンカルロスH                           | 8頭  | 4人  | 3着  | D.ピアース       | 125            | D7F   | 速       | -       | 2 3/4身  | Admiral's Voyage     | [ RACE 41 ]                         |
| 1.21       | サンタアニタ       | サンパスカルH                           | 8頭  | 2人  | 6着  | K.チャーチ       | 123            | D8.5F | 稍重     | -       | 5 1/2身  | Olden Times          | [ RACE 42 ]                         |
| 2. 8       | サンタアニタ       | サンアントニオH                         | 7頭  | 5人  | 6着  | J.ロングデン     | 119            | D9F   | 速       | -       | 12 1/2身 | Gun Bow              | [ RACE 43 ]                         |
| 3.14       | ゴールデンゲート   | アルベイニーH                           | 5頭  | -    | 4着  | J・ランバート    | 126            | D6F   | 速       | -       | -        | Double Lea           | [ RACE 44 ] [ RACE 45 ] [ RACE 46 ] |
| 3.28       | ゴールデンゲート   | サンフランシスコマイルH（分割）         | 8頭  | -    | 3着  | J・ランバート    | 123            | D8F   | 速       | -       | -        | Mustard Plaster      | [ RACE 47 ] [ RACE 48 ]             |
| 4.11       | ゴールデンゲート   | サクラメントH                           | 5頭  | 1人  | 3着  | J・ランバート    | 123            | D6F   | 速       | -       | -        | Mustard Plaster      | [ RACE 49 ]                         |
| 4.25       | ゴールデンゲート   | WGギルモアH                             | 10頭 | -    | 1着  | J・ランバート    | 120            | D8.5F | 速       | 1.42.2  | クビ     | （Upper Half）       | [ RACE 50 ]                         |
| 5.18       | ゴールデンゲート   | オークランドH                           | 7頭  | 1人  | 1着  | I.ヴァレンズエラ | 122            | D9F   | 速       | 1.48.2  | クビ     | （Escadal）          | [ RACE 51 ]                         |
| 6. 6       | ハリウッドパーク   | カリフォルニアンS                       | 10頭 | 5人  | 8着  | P.モレノ         | 115            | D8.5F | 速       | -       | 11身     | Mustard Plaster      | [ RACE 52 ]                         |
| 6.20       | ハリウッドパーク   | イングルウッドH                         | 9頭  | 8人  | 1着  | J・ランバート    | 115.5          | D8.5F | 速       | 1.41.6  | 3/4身    | （Mustard Plaster）  | [ RACE 53 ]                         |
| 7. 4       | ハリウッドパーク   | アメリカンH                             | 9頭  | 4人  | 5着  | J・ランバート    | 120            | D9F   | 速       | -       | 13身     | Colorado King        | [ RACE 54 ]                         |
| 7.18       | ハリウッドパーク   | ハリウッド金杯                          | 11頭 | -    | 3着  | J・ランバート    | 113            | D10F  | 速       | -       | 2身      | Colorado King        | [ RACE 55 ]                         |
| 8. 8       | デルマー           | サンディエゴH                           | 8頭  | 1人  | 1着  | J・ランバート    | 122            | D8.5F | 速       | 1.41.8  | 4身      | （Final Command）    | [ RACE 56 ]                         |
| 11. 7      | ベイメドウズ       | レッドウッドシティH                     | 7頭  | -    | 1着  | J・ランバート    | 127            | D6F   | 速       | 1.08.6  | 5身      | （Testum）           | [ RACE 57 ]                         |
| 12.26      | サンタアニタ       | パロスヴェルデスH                       | 7頭  | 1人  | 1着  | J・ランバート    | 125            | D6F   | 稍重     | 1.10.2  | 2 1/2身  | （Viiking Spirit）   | [ RACE 58 ]                         |
| 出走日     | 競馬場             | 競走名                                  | 頭数 | 人気 | 着順 | 騎手             | 斤量（ポンド） | 距離  | 馬場状態 | タイム  | 着差     | 1着（2着）馬         | 出典                                |
| 1965. 1. 9 | サンタアニタ       | サンカルロスH                           | 9頭  | 2人  | 1着  | J・ランバート    | 126            | D7F   | 速       | 1.21.4  | 3 1/2身  | （Candy Spots）      | [ RACE 59 ]                         |
| 3.13       | ゴールデンゲート   | アルベイニーH                           | 6頭  | 1人  | 1着  | J・ランバート    | 129            | D6F   | 重       | 1.11.0  | アタマ   | （War Helmet）       | [ RACE 60 ]                         |
| 3.27       | ゴールデンゲート   | サンフランシスコマイルH                 | 5頭  | -    | 2着  | J・ランバート    | 128            | D8F   | 重       | -       | 2 1/2身  | Viking Spirit        | [ RACE 61 ] [ RACE 62 ]             |
| 5.12       | ハリウッドパーク   | プレミエールH                           | 8頭  | 1人  | 3着  | J・ランバート    | 127            | D6F   | 速       | -       | 4身      | Viking Spirit        | [ RACE 63 ]                         |
| 5.22       | ハリウッドパーク   | ロサンゼルスH                           | 9頭  | 2人  | 1着  | J・ランバート    | 57             | D7F   | 速       | 1.20.0  | クビ     | （Viking Spirit）    | [ RACE 64 ]                         |
| 7. 5       | ハリウッドパーク   | アメリカンH                             | 6頭  | 3人  | 1着  | J・ランバート    | 125            | D9F   | 速       | 1.47.2  | 2身      | （Trondo）           | [ RACE 65 ]                         |
| 7.17       | ハリウッドパーク   | ハリウッド金杯                          | 7頭  | 1人  | 1着  | J・ランバート    | 124            | D10F  | 速       | 2.00.2  | 5身      | （Babington）        | [ RACE 66 ]                         |
| 8. 7       | デルマー           | サンディエゴH                           | 8頭  | 1人  | 1着  | J・ランバート    | 131            | D8.5F | 速       | 1.40.0  | 3 1/2身  | （Nearco Blue）      | [ RACE 67 ]                         |
| 9. 6       | アーリントンパーク | ワシントンパークH                       | 11頭 | 1人  | 6着  | J・ランバート    | 128            | D8F   | 速       | -       | 2 1/2身  | Take Over            | [ RACE 68 ]                         |
| 12.28      | サンタアニタ       | パロスヴェルデスH                       | 6頭  | 1人  | 1着  | J・ランバート    | 129            | D6F   | 速       | 1.09.0  | クビ     | （Isle of Greece）   | [ RACE 69 ]                         |
| 出走日     | 競馬場             | 競走名                                  | 頭数 | 人気 | 着順 | 騎手             | 斤量（ポンド） | 距離  | 馬場状態 | タイム  | 着差     | 1着（2着）馬         | 出典                                |
| 1966. 1. 8 | サンタアニタ       | サンカルロスH                           | 12頭 | 1人  | 10着 | J・ランバート    | 132            | D7F   | 速       | -       | 9 1/2身  | Cupid                | [ RACE 70 ]                         |
| 1.25       | サンタアニタ       | サンパスカルH                           | 10頭 | 1人  | 1着  | J・ランバート    | 128            | D8.5F | 速       | 1.41.0  | アタマ   | （Cupid）            | [ RACE 71 ]                         |
| 2.12       | サンタアニタ       | サンアントニオH                         | 6頭  | -    | 4着  | J・ランバート    | 128            | D9F   | 速       | -       | 5身      | Hill Rise            | [ RACE 72 ]                         |
| 2.26       | サンタアニタ       | サンタアニタH                           | 13頭 | -    | 3着  | J・ランバート    | 126            | D10F  | 速       | -       | 2身      | Lucky Debonair       | [ RACE 73 ]                         |
| 5. 9       | サンタアニタ       | サンバーナーディノH                     | 5頭  | 不明 | 1着  | J・ランバート    | 不明           | D8.5F | 不明     | 1.40.4  | 不明     | （Real Good Deal）   | [ RACE 74 ] [ RACE 75 ]             |
| 5.11       | ハリウッドパーク   | プレミエールH                           | 9頭  | 1人  | 7着  | J・ランバート    | 130            | D6F   | 速       | -       | 4 1/4身  | Sledge               | [ RACE 76 ]                         |
| 5.21       | ハリウッドパーク   | ロサンゼルスH                           | 8頭  | 1人  | 4着  | J・ランバート    | 128            | D7F   | 速       | -       | 1 1/2身  | Nasharco             | [ RACE 77 ]                         |
| 6. 4       | ハリウッドパーク   | カリフォルニアンS                       | 14頭 | 2人  | 14着 | J・ランバート    | 127            | D8.5F | 速       | -       | 15身     | Travel Orb           | [ RACE 78 ]                         |
| 6.18       | ハリウッドパーク   | イングルウッドH                         | 12頭 | 1人  | 1着  | J・ランバート    | 125            | D8.5F | 速       | 1.41.6  | 6身      | （Sledge）           | [ RACE 79 ]                         |
| 7. 4       | ハリウッドパーク   | アメリカンH                             | 12頭 | 1人  | 2着  | W.マホーニー     | 128            | D9F   | 速       | -       | 3/4身    | Travel Orb           | [ RACE 80 ]                         |
| 7.16       | ハリウッドパーク   | ハリウッド金杯                          | 10頭 | 1人  | 1着  | J・ランバート    | 126            | D10F  | 速       | 2.00.0  | 4 3/4身  | （O'Hara）           | [ RACE 81 ]                         |
| 7.25       | ハリウッドパーク   | サンセットH                             | 11頭 | 1人  | 6着  | J・ランバート    | 130            | D13F  | 速       | -       | 19身     | O'Hara               | [ RACE 82 ]                         |
| 出走日     | 競馬場             | 競走名                                  | 頭数 | 人気 | 着順 | 騎手             | 斤量（ポンド） | 距離  | 馬場状態 | タイム  | 着差     | 1着（2着）馬         | 出典                                |
| 1967. 1. 7 | サンタアニタ       | サンカルロスH                           | 13頭 | 1人  | 1着  | J・ランバート    | 128            | D7F   | 速       | 1.22.0  | 4身      | （Hoist Bar）        | [ RACE 83 ]                         |
| 1.26       | サンタアニタ       | サンパスカルH                           | 5頭  | 1人  | 3着  | J・ランバート    | 132            | D8.5F | 稍重     | -       | 4身      | Pretense             | [ RACE 84 ]                         |
| 2.11       | サンタアニタ       | サンアントニオH                         | 8頭  | 1人  | 3着  | J・ランバート    | 128            | D9F   | 速       | -       | 5 1/4身  | Pretense             | [ RACE 85 ]                         |
| 2.25       | サンタアニタ       | サンタアニタH                           | 9頭  | -    | 2着  | D.ピアース       | 125            | D10F  | 速       | -       | 3身      | Pretense             | [ RACE 86 ]                         |
| 3.11       | ゴールデンゲート   | アルベイニーH                           | 8頭  | 1人  | 1着  | J・ランバート    | 130            | D6F   | 不良     | 1.09.4  | 1 1/2身  | （Triple Tux）       | [ RACE 87 ] [ RACE 88 ]             |
| 3.18       | ゴールデンゲート   | サンフランシスコマイルH                 | 8頭  | 1人  | 1着  | J・ランバート    | 133            | D8F   | 速       | 1.35.2  | アタマ   | （Perris）           | [ RACE 89 ]                         |
| 5.10       | ハリウッドパーク   | プレミエールH                           | 7頭  | 1人  | 3着  | J・ランバート    | 131            | D6F   | 速       | -       | 3 3/4身  | Fleet Discovery      | [ RACE 90 ]                         |
| 5.20       | ハリウッドパーク   | ロサンゼルスH                           | 8頭  | 1人  | 1着  | J・ランバート    | 128            | D7F   | 速       | 1.21.0  | 1 1/2身  | （Shebason）         | [ RACE 91 ]                         |
| 6. 3       | ハリウッドパーク   | カリフォルニアンS                       | 14頭 | 1人  | 13着 | D.ピアース       | 127            | D8.5F | 速       | -       | 17身     | Biggs                | [ RACE 92 ]                         |
| 6.17       | ハリウッドパーク   | イングルウッドH（分割）                 | 7頭  | -    | 7着  | J・ランバート    | 124            | T8.5F | 堅良     | -       | 17身     | Pretense             | [ RACE 93 ]                         |
| 7. 4       | ハリウッドパーク   | アメリカンH                             | 8頭  | -    | 2着  | J・ランバート    | 123            | D9F   | 速       | -       | 4 1/4身  | Pretense             | [ RACE 94 ]                         |
| 7.15       | ハリウッドパーク   | ハリウッド金杯                          | 5頭  | -    | 1着  | J・ランバート    | 123            | D10F  | 速       | 1.58.8  | 5身      | （Pretense）         | [ RACE 95 ]                         |
| 9. 4       | デルマー           | デルマーH                               | 9頭  | -    | 1着  | J・ランバート    | 130            | D9F   | -        | 1.46.6  | 3 1/2身  | （Sharp Decline）    | [ RACE 96 ]                         |

## 血統表
| ネイティヴダイヴァーの血統（ファラリス系 / Bull Dog(Sir Gallahad III) 3x5=15.63%） | ネイティヴダイヴァーの血統（ファラリス系 / Bull Dog(Sir Gallahad III) 3x5=15.63%） | ネイティヴダイヴァーの血統（ファラリス系 / Bull Dog(Sir Gallahad III) 3x5=15.63%） | （血統表の出典）        | （血統表の出典） |
| 父 Imbros 1950 栗毛 アメリカ                                                       | 父の父Polynesian 1942 青鹿毛 アメリカ                                              | Unbreakable                                                                        | Sickle                  | Sickle           |
| 父 Imbros 1950 栗毛 アメリカ                                                       | 父の父Polynesian 1942 青鹿毛 アメリカ                                              | Unbreakable                                                                        | Blue Glass              |                  |
| 父 Imbros 1950 栗毛 アメリカ                                                       | 父の父Polynesian 1942 青鹿毛 アメリカ                                              | Black Polly                                                                        | Polymelian              | Polymelian       |
| 父 Imbros 1950 栗毛 アメリカ                                                       | 父の父Polynesian 1942 青鹿毛 アメリカ                                              | Black Polly                                                                        | Black Queen             |                  |
| 父 Imbros 1950 栗毛 アメリカ                                                       | 父の母Fire Falls 1942 鹿毛 アメリカ                                                | Bull Dog                                                                           | Teddy                   | Teddy            |
| 父 Imbros 1950 栗毛 アメリカ                                                       | 父の母Fire Falls 1942 鹿毛 アメリカ                                                | Bull Dog                                                                           | Plucky Liege            |                  |
| 父 Imbros 1950 栗毛 アメリカ                                                       | 父の母Fire Falls 1942 鹿毛 アメリカ                                                | Stricken                                                                           | Pennant                 | Pennant          |
| 父 Imbros 1950 栗毛 アメリカ                                                       | 父の母Fire Falls 1942 鹿毛 アメリカ                                                | Stricken                                                                           | Moody Mary              |                  |
| 母 Fleet Diver 1950 鹿毛 アメリカ                                                  | 母の父Devil Diver 1939 鹿毛 アメリカ                                               | St. Germans                                                                        | Swynford                | Swynford         |
| 母 Fleet Diver 1950 鹿毛 アメリカ                                                  | 母の父Devil Diver 1939 鹿毛 アメリカ                                               | St. Germans                                                                        | Hamoaze                 |                  |
| 母 Fleet Diver 1950 鹿毛 アメリカ                                                  | 母の父Devil Diver 1939 鹿毛 アメリカ                                               | Dabchick                                                                           | Royal Minstrel          | Royal Minstrel   |
| 母 Fleet Diver 1950 鹿毛 アメリカ                                                  | 母の父Devil Diver 1939 鹿毛 アメリカ                                               | Dabchick                                                                           | Ruddy Duck              |                  |
| 母 Fleet Diver 1950 鹿毛 アメリカ                                                  | 母の母Our Fleet 1946 栗毛 アメリカ                                                 | Count Fleet                                                                        | Reigh Count             | Reigh Count      |
| 母 Fleet Diver 1950 鹿毛 アメリカ                                                  | 母の母Our Fleet 1946 栗毛 アメリカ                                                 | Count Fleet                                                                        | Quickly                 |                  |
| 母 Fleet Diver 1950 鹿毛 アメリカ                                                  | 母の母Our Fleet 1946 栗毛 アメリカ                                                 | Duchess Anita                                                                      | Count Gallahad          | Count Gallahad   |
| 母 Fleet Diver 1950 鹿毛 アメリカ                                                  | 母の母Our Fleet 1946 栗毛 アメリカ                                                 | Duchess Anita                                                                      | French Duchess F-No.2-j |                  |